# Esqui alpino nos Jogos Paralímpicos de Inverno de 2018
As competições de esqui alpino nos Jogos Paralímpicos de Inverno de 2018 foram realizadas no Centro Alpino Jeongseon, localizado em Bukpyeong-myeon, Jeongseon, entre os dias 10 e 18 de março.

## Calendário
| Março        | 10 | 11 | 12 | 13 | 14 | 15 | 16 | 17 | 18 |
| ------------ | -- | -- | -- | -- | -- | -- | -- | -- | -- |
| Esqui alpino | 6  | 6  |    | 6  | 6  |    |    | 3  | 3  |

|  | Dia de competição |  | Dia de final |

## Programação
Horário local (UTC+9).
| Data        | Hora  | Evento                    |
| ----------- | ----- | ------------------------- |
| 10 de março | 9:30  | Downhill feminino         |
| 10 de março | 10:47 | Downhill masculino        |
| 11 de março | 9:30  | Super-G feminino          |
| 11 de março | 11:02 | Super-G masculino         |
| 13 de março | 9:30  | Super combinado feminino  |
| 13 de março | 11:15 | Super combinado masculino |
| 13 de março | 15:00 | Super combinado feminino  |
| 13 de março | 16:02 | Super combinado masculino |
| 14 de março | 9:30  | Slalom gigante feminino   |
| 14 de março | 10:30 | Slalom gigante masculino  |
| 14 de março | 14:15 | Slalom gigante feminino   |
| 14 de março | 15:15 | Slalom gigante masculino  |
| 17 de março | 9:30  | Slalom masculino          |
| 17 de março | 14:00 | Slalom masculino          |
| 18 de março | 9:30  | Slalom feminino           |
| 18 de março | 12:30 | Slalom feminino           |

## Medalhistas
Masculino
| Evento                   | Evento              | Ouro                                                | Prata                                                           | Bronze                                                                 |
| ------------------------ | ------------------- | --------------------------------------------------- | --------------------------------------------------------------- | ---------------------------------------------------------------------- |
| Downhill detalhes        | Atletas sentados    | Andrew Kurka USA Estados Unidos                     | Taiki Morii JPN Japão                                           | Corey Peters NZL Nova Zelândia                                         |
| Downhill detalhes        | Atletas em pé       | Theo Gmür SUI Suíça                                 | Arthur Bauchet FRA França                                       | Markus Salcher AUT Áustria                                             |
| Downhill detalhes        | Deficientes visuais | Mac Marcoux Guia: Jack Leitch CAN Canadá            | Jakub Krako Guia: Branislav Brozman SVK Eslováquia              | Giacomo Bertagnolli Guia: Fabrizio Casal ITA Itália                    |
| Super-G detalhes         | Atletas sentados    | Kurt Oatway CAN Canadá                              | Andrew Kurka USA Estados Unidos                                 | Frédéric François FRA França                                           |
| Super-G detalhes         | Atletas em pé       | Theo Gmür SUI Suíça                                 | Arthur Bauchet FRA França                                       | Markus Salcher AUT Áustria                                             |
| Super-G detalhes         | Deficientes visuais | Jakub Krako Guia: Branislav Brozman SVK Eslováquia  | Giacomo Bertagnolli Guia: Fabrizio Casal ITA Itália             | Miroslav Haraus Guia: Maroš Hudík SVK Eslováquia                       |
| Slalom gigante detalhes  | Atletas sentados    | Jesper Pedersen NOR Noruega                         | Tyler Walker USA Estados Unidos                                 | Igor Sikorski POL Polônia                                              |
| Slalom gigante detalhes  | Atletas em pé       | Theo Gmür SUI Suíça                                 | Alexey Bugaev NPA Atletas Paralímpicos Neutros                  | Alexis Guimond CAN Canadá                                              |
| Slalom gigante detalhes  | Deficientes visuais | Giacomo Bertagnolli Guia: Fabrizio Casal ITA Itália | Jakub Krako Guia: Branislav Brozman SVK Eslováquia              | Mac Marcoux Guia: Jack Leitch CAN Canadá                               |
| Super combinado detalhes | Atletas sentados    | Jeroen Kampschreur NED Países Baixos                | Frédéric François FRA França                                    | Jesper Pedersen NOR Noruega                                            |
| Super combinado detalhes | Atletas em pé       | Alexey Bugaev NPA Atletas Paralímpicos Neutros      | Arthur Bauchet FRA França                                       | Adam Hall NZL Nova Zelândia                                            |
| Super combinado detalhes | Deficientes visuais | Miroslav Haraus Guia: Maroš Hudík SVK Eslováquia    | Yon Santacana Maiztegui Guia: Miguel Galindo Garcés ESP Espanha | Valery Redkozubov Guia: Evgeny Geroev NPA Atletas Paralímpicos Neutros |
| Slalom detalhes          | Atletas sentados    | Dino Sokolović CRO Croácia                          | Tyler Walker USA Estados Unidos                                 | Frédéric François FRA França                                           |
| Slalom detalhes          | Atletas em pé       | Adam Hall NZL Nova Zelândia                         | Arthur Bauchet FRA França                                       | Jamie Stanton USA Estados Unidos                                       |
| Slalom detalhes          | Deficientes visuais | Giacomo Bertagnolli Guia: Fabrizio Casal ITA Itália | Jakub Krako Guia: Branislav Brozman SVK Eslováquia              | Valery Redkozubov Guia: Evgeny Geroev NPA Atletas Paralímpicos Neutros |

Feminino
| Evento                   | Evento              | Ouro                                                     | Prata                                                    | Bronze                                                  |
| ------------------------ | ------------------- | -------------------------------------------------------- | -------------------------------------------------------- | ------------------------------------------------------- |
| Downhill detalhes        | Atletas sentadas    | Anna Schaffelhuber GER Alemanha                          | Momoka Muraoka JPN Japão                                 | Laurie Stephens USA Estados Unidos                      |
| Downhill detalhes        | Atletas em pé       | Marie Bochet FRA França                                  | Andrea Rothfuß GER Alemanha                              | Mollie Jepsen CAN Canadá                                |
| Downhill detalhes        | Deficientes visuais | Henrieta Farkašová Guia: Natália Šubrtová SVK Eslováquia | Millie Knight Guia: Brett Wild GBR Grã-Bretanha          | Eléonor Sana Guia: Chloé Sana BEL Bélgica               |
| Super-G detalhes         | Atletas sentadas    | Anna Schaffelhuber GER Alemanha                          | Claudia Lösch AUT Áustria                                | Momoka Muraoka JPN Japão                                |
| Super-G detalhes         | Atletas em pé       | Marie Bochet FRA França                                  | Andrea Rothfuß GER Alemanha                              | Alana Ramsay CAN Canadá                                 |
| Super-G detalhes         | Deficientes visuais | Henrieta Farkašová Guia: Natália Šubrtová SVK Eslováquia | Millie Knight Guia: Brett Wild GBR Grã-Bretanha          | Menna Fitzpatrick Guia: Jennifer Kehoe GBR Grã-Bretanha |
| Slalom gigante detalhes  | Atletas sentadas    | Momoka Muraoka JPN Japão                                 | Linda van Impelen NED Países Baixos                      | Claudia Lösch AUT Áustria                               |
| Slalom gigante detalhes  | Atletas em pé       | Marie Bochet FRA França                                  | Andrea Rothfuß GER Alemanha                              | Mollie Jepsen CAN Canadá                                |
| Slalom gigante detalhes  | Deficientes visuais | Henrieta Farkašová Guia: Natália Šubrtová SVK Eslováquia | Menna Fitzpatrick Guia: Jennifer Kehoe GBR Grã-Bretanha  | Melissa Perrine Guia: Christian Geiger AUS Austrália    |
| Super combinado detalhes | Atletas sentadas    | Anna-Lena Forster GER Alemanha                           | Anna Schaffelhuber GER Alemanha                          | Momoka Muraoka JPN Japão                                |
| Super combinado detalhes | Atletas em pé       | Mollie Jepsen CAN Canadá                                 | Andrea Rothfuß GER Alemanha                              | Alana Ramsay CAN Canadá                                 |
| Super combinado detalhes | Deficientes visuais | Henrieta Farkašová Guia: Natália Šubrtová SVK Eslováquia | Menna Fitzpatrick Guia: Jennifer Kehoe GBR Grã-Bretanha  | Melissa Perrine Guia: Christian Geiger AUS Austrália    |
| Slalom detalhes          | Atletas sentadas    | Anna-Lena Forster GER Alemanha                           | Momoka Muraoka JPN Japão                                 | Heike Eder AUT Áustria                                  |
| Slalom detalhes          | Atletas em pé       | Marie Bochet FRA França                                  | Mollie Jepsen CAN Canadá                                 | Andrea Rothfuß GER Alemanha                             |
| Slalom detalhes          | Deficientes visuais | Menna Fitzpatrick Guia: Jennifer Kehoe GBR Grã-Bretanha  | Henrieta Farkašová Guia: Natália Šubrtová SVK Eslováquia | Millie Knight Guia: Brett Wild GBR Grã-Bretanha         |

## Quadro de medalhas
| Ordem | País                             | Medalha de ouro | Medalha de prata | Medalha de bronze |    |
| ----- | -------------------------------- | --------------- | ---------------- | ----------------- | -- |
| 1     | SVK Eslováquia                   | 6               | 4                | 1                 | 11 |
| 2     | FRA França                       | 4               | 5                | 2                 | 11 |
| 3     | GER Alemanha                     | 4               | 5                | 1                 | 10 |
| 4     | CAN Canadá                       | 3               | 1                | 6                 | 10 |
| 5     | SUI Suíça                        | 3               |                  |                   | 3  |
| 6     | ITA Itália                       | 2               | 1                | 1                 | 4  |
| 7     | GBR Grã-Bretanha                 | 1               | 4                | 2                 | 7  |
| 8     | JPN Japão                        | 1               | 3                | 2                 | 6  |
|       | USA Estados Unidos               | 1               | 3                | 2                 | 6  |
| 10    | NPA Atletas Paralímpicos Neutros | 1               | 1                | 2                 | 4  |
| 11    | NED Países Baixos                | 1               | 1                |                   | 2  |
| 12    | NZL Nova Zelândia                | 1               |                  | 2                 | 3  |
| 13    | NOR Noruega                      | 1               |                  | 1                 | 2  |
| 14    | CRO Croácia                      | 1               |                  |                   | 1  |
| 15    | AUT Áustria                      |                 | 1                | 4                 | 5  |
| 16    | ESP Espanha                      |                 | 1                |                   | 1  |
| 17    | AUS Austrália                    |                 |                  | 2                 | 2  |
| 18    | BEL Bélgica                      |                 |                  | 1                 | 1  |
|       | POL Polônia                      |                 |                  | 1                 | 1  |
| TOTAL | TOTAL                            | 30              | 30               | 30                | 90 |